# Lapangan Terbang Coet Bau Sabang
Lapangan Terbang Coet Bau Sabang är en flygplats i Indonesien.   Den ligger i provinsen Aceh, i den västra delen av landet, 1 900 km nordväst om huvudstaden Jakarta. Lapangan Terbang Coet Bau Sabang ligger 113 meter över havet. Den ligger på ön Pulau We.
Terrängen runt Lapangan Terbang Coet Bau Sabang är kuperad åt sydväst, men norrut är den platt. Havet är nära Lapangan Terbang Coet Bau Sabang åt nordost. Närmaste större samhälle är Sabang, 3,0 km nordväst om Lapangan Terbang Coet Bau Sabang. I omgivningarna runt Lapangan Terbang Coet Bau Sabang växer i huvudsak städsegrön lövskog.